# Norsträsk
Norsträsk är en sjö i Geta kommun i Åland (Finland). Den ligger i den norra delen av landskapet, 30 km norr om huvudstaden Mariehamn. Norsträsk ligger 9 meter över havet. Den ligger på ön Fasta Åland. Arean är 25 hektar och strandlinjen är 4,03 kilometer lång. Sjön  ingår i Norra Ålands havs avrinningsområde. 